# 387
387 (CCCLXXXVII) fue un año común comenzado en viernes del calendario juliano, en vigor en aquella fecha.
En el Imperio romano, el año fue nombrado como el del consulado de Augusto y Eutropio, o menos comúnmente, como el 1140 Ab urbe condita, adquiriendo su denominación como 387 a principios de la Edad Media, al establecerse el anno Domini.

## Acontecimientos

### Por lugar

#### Imperio romano
- El emperador Teodosio I el Grande se casa con Galla, hermana de su colega Valentiniano II.
- Aprovechando una invasión de los alamanes en Retia, Magno Clemente Máximo intenta apoderarse de todo el Imperio romano de Occidente con la excusa de ayudar a Valentiniano II.

### Por temática

#### Artes y ciencias
- Oribasio, médico griego, publica un tratado sobre parálisis y sangrados.

#### Religión
- Bautismo de San Agustín por parte del obispo de Milano, San Ambrosio.

## Nacimientos
- Patricio, patrón de Irlanda.

## Fallecimientos
- Elia Flacila, esposa del emperador romano Teodosio I el Grande.
- Mónica de Hipona, madre de San Agustín.